# Živim v strahu
Živim v strahu (japonsko 生きものの記録, Hepburn Ikimono no kiroku) je japonski črno-beli dramski film iz leta 1955, ki ga je režiral Akira Kurosava ter zanj tudi napisal scenarij skupaj s Šinobujem Hašimotom, Fumiem Hajasako in Hideom Ogunijem. V Glavni vlogah nastopata Toširo Mifune in Takaši Šimura, ki sta stalnica v Kurosavinih filmih. Zgodba prikazuje starejšega lastnika livarne Kiičija, ki se zaradi strahu pred jedrskim napadom želi z razširjeno družino izseliti v Brazilijo. Ostali družinski člani mu to poskušajo preprečiti s peticijo na družinsko sodišče, ki bi Kiičija razglasilo za neprištevnega, na koncu pa konča v psihiatrični bolnišnici. 
Film je bil premierno prikazan 22. novembra 1955 in je bil prikazan na Filmskem festivalu v Cannesu leta 1956. Glasbo je napisal Fumio Hajasaka, ki je pogosto sodeloval s Kurosavo in za katerega je bil to zadnji filmski projekt, saj je še istega leta umrl za tuberkulozo.

## Vloge
- Toširo Mifune kot Kiiči Nakadžima
- Takaši Šimura kot dr. Harada
- Minoru Čiaki kot Džiro Nakadžima
- Eiko Mijoši kot Tojo Nakadžima
- Kjoko Aojama kot Sue Nakadžima
- Haruko Togo kot Joki Nakadžima
- Noriko Sengoku kot Kimie Nakadžima
- Akemi Negiši kot Asako Kuribajaši
- Hiroši Tačikava kot Rjoiči Sajama
- Kičidžiro Ueda kot oče Kuribajašija
- Eidžiro Tono kot starec iz Brazilije
- Jutaka Sada kot Ičiro Nakadžima
- Kamatari Fudživara kot Okamoto
- Ken Micuda kot sodnik Araki
- Masao Šimizu kot Jamazaki